# Your Name. (boek)
Your Name. (Japans: 君の名は。; Kimi no Na wa) is een Japanse roman uit 2016, geschreven door Makoto Shinkai. De roman is een literaire adaptatie van de gelijknamige animefilm geregisseerd door Shinkai en kwam een maand op voorhand uit voor de première van de film.
In september 2016 waren er 1.029.000 exemplaren van de roman verkocht.
De filmversie was de meest succesvolste animefilm, en haalde hiermee begin 2017 het succes van Miyazakis Spirited Away in. In 2020 werd de film ingehaald door Demon Slayer: Mugen Train als meeste succesvolste animefilm.

## Plot
Your Name. gaat over Mitusha Miyamizu, ze woont in een plaatsje genaamd Itomori, waarvan Mitusha's vader de burgemeester is. Itomori is een ruraal gelegen plaats en Mitusha wenst dat ze in haar volgende leven een jongen is die in Tokio woont. Later wordt een jongen uit Tokio genaamd Taki Tachibana wakker in het lichaam van Mitusha. Mitusha en Taki blijken van lichaam te zijn verwisseld. Ze communiceren met elkaar door notities op papier en hun telefoons op te slaan. Taki en Mitusha raken gewend aan de lichaamsverwisseling.
Op een dag wordt Taki weer wakker in zijn eigen lichaam. Hij probeert contact op te nemen met Mitusha, maar dit mislukt. Hij probeert Mitusha op te zoeken zonder de naam van haar woonplaats te weten. Hij reist naar rurale delen van Japan, met slechts een schets van Itomori die hij heeft gemaakt ter beschikking. Nadat iemand Itomori herkent van de schets komt Taki erachter dat Itomori drie jaar geleden is getroffen door een fragment van een komeet. Bij de inslag kwam een derde van de bevolking van Itomori om, waaronder Mitusha.
Taki probeert om weer terug in Mitusha's lichaam te komen voor de komeet inslaat. Taki slaagt hierin na het brengen van een offer bij de schrijn van de Miyamizu. Eenmaal in Mitusha's lichaam,  overtuigt Taki Mitusha's vrienden om Itomori te evacueren. Taki bedenkt zich dat Mitusha zich mogelijk bij de schrijn in Taki's lichaam bevindt. Ze komen elkaar hier tegen en worden teruggetransporteerd naar hun eigen lichaam. Taki overtuigt Mitusha dat ze haar vader, de burgemeester, moet overtuigen om Itomori te ontruimen. Mitusha en Taki willen elkaars naam op hun hand schrijven, maar ze werden terug naar hun eigen tijdlijn getransporteerd voordat ze hun namen konden opschrijven. Beiden vergeten alle gebeurtenissen in verband met de lichaamsverwisseling die ze hebben meegemaakt.
Acht jaar later blijkt het dat er een noodevacuatie van Itomori was gedaan door Mitusha die haar vader had overtuigd dat Itomori getroffen zou worden door een komeet. Taki en Mitusha zien elkaar als ze in treinen zitten die parallel van elkaar rijden. Ze stappen beiden uit bij de volgende halte en vragen om elkaars naam.